# Маркетто Падуанский
Марке́тто Падуа́нский (итал. Marchetto da Padova, лат. Marchetus de Padua, Marchetus Patavinus) — итальянский теоретик музыки и композитор первой четверти XIV века. В 1305—1306 преподавал музыку в падуанском кафедральном соборе.

## Биография
Факты биографии Маркетто практически отсутствуют. Известно лишь, что он преподавал музыку в 1305—1306 годах в Падуанском соборе. Возможно, Маркетто был знаком с Джотто, который в те же годы расписывал падуанскую церковь Капелла дель Арена.

## Наука и творчество
Автор трёх трактатов:
- Разъяснение в искусстве плавной музыки («Lucidarium in arte musicae planae», 1317 или 1318)[2];
- Фруктовый сад в искусстве мензуральной музыки («Pomerium in arte musicae mensuratae», около 1319)[3];
- Краткое изложение <мензуральной музыки> («Brevis compilatio», после 1319).

Несмотря на заголовок, обещающий рассмотрение григорианского хорала (в тогдашних терминах — cantus planus, musica plana), трактат «Разъяснение» прославился прежде всего содержащимся в нём учением о гармонии. Впервые в истории западноевропейской музыки Маркетто обозначил сопряжение вертикальных интервалов как «тяготение» (оригинальный термин — «tendendum») диссонанса к консонансу. Для украшения консонанса («ради красоты» [causa pulchritudinis]) и более тесного прилежания сопрягаемых интервалов («ради необходимости» [causa necessitatis]), по его мнению, целый тон обязан делиться не на традиционные пифагорейские большой и малый полутоны (апотому и лимму), но на «хроматический» полутон и (микроинтервал) «диесу». Именно эта, «музыкальная» мотивация послужила причиной для создания необычной (не выдерживающей позитивистски настроенной критики музыкальной акустики) его теории 5-частного деления целого тона.
Нотные примеры альтерационной хроматики (содержащие специально введённый для неё знак нотации — falsa musica) в трактате показывают характернейшие сонантные ячейки Ars antiqua и Ars nova — прямое свидетельство того, что Маркетто был не столько последователем пифагорейской теории музыки, сколько практикующим музыкантом. В своём «ненаучном» учении о микрохроматике он скорее принадлежит традиции аристоксеников.
Значителен вклад Маркетто Падуанского и в теорию модальных ладов; в частности, он предложил собственный метод ладовой атрибуции мелодии по использованным в ней видам первых консонансов (species), амбитуса и финалиса; ввёл разветвлённую классификацию типов лада, которая впервые полностью охватила и сложные, нерегулярные распевы. По объёму мелодии в сочетании с главными категориями модального лада он выделил «совершенные», «несовершенные», «сверхсовершенные», «смешанные» и «перемешанные» лады; по комбинации видов — «правильный», «неправильный» и «дополненный».
В трактате «Фруктовый сад» Маркетто впервые развернул целостную теорию мензуральной ритмики, на основе деления бревиса на 2 и на 3 на трёх ритмических подуровнях (prima / secunda / tertia divisio). Сплошной бинарный тип ритмического деления Маркетто считал «итальянским» (modus cantandi Italicorum, также modus Italicus); возможно, его введение было следствием теоретической рефлексии бинарной метрики, наблюдаемой в формах светской музыки итальянского Треченто. Впервые описал синкопу не только внутри мензуры, но и сверх неё (аналог позднейшей синкопе, переходящей через тактовую черту). Обсуждение Маркетто Падуанским различий французской и итальянской систем нотации даёт современным исследователям ключ для ритмических транскрипций в том числе и французских нотных памятников XIV века. Трактат Маркетто «Brevis compilatio», посвящённый мензуральной ритмике,— краткий конспект трактата «Pomerium».
Маркетто также приписывают несколько мотетов, в том числе трёхголосный «Ave regina celorum» («Радуйся, Царица небес»), который содержит в акростихе латинизированное имя автора — Marcus Paduanus. Мотеты Маркетто опубликованы в нотной серии «Polyphonic Music of the Fourteenth Century» (том 12) под редакцией К. фон Фишера и Ф.А. Галло.

## Издания и переводы
- Pomerium in arte musice mensurate, ed. G.Vecchi // Corpus scriptorum de musica. Vol.6. Roma, 1961 (только латинский оригинал);
- Polyphonic Music of the Fourteenth Century. ed. by K. von Fischer and F.A.Gallo. Vol.12. Monaco, 1976 (ноты Маркетто в современной транскрипции).
- The Lucidarium of Marchetto of Padua. A critical edition, translation, and commentary by J.W.Herlinger. Chicago, 1985 (критическое издание оригинала и синоптический английский перевод).
- Lucidarium. Pomerium. Testo latino e italiano. Introduzione, traduzione e commento a cura di Marco Della Sciucca, Tiziana Sucato, Carla Vivarelli. Firenze: Edizione del Galuzzio, 2007. XXV, 482 p. (оригинал, итальянский перевод, комментарии).